# Nephrolepis rosenstockii
Nephrolepis rosenstockii är en spjutbräkenväxtart som beskrevs av Guido Georg Wilhelm Brause. Nephrolepis rosenstockii ingår i släktet Nephrolepis och familjen Nephrolepidaceae. Inga underarter finns listade.